# 未婚懷孕
未婚懷孕，是女性在未有結婚的情況下懷孕。若女性在生產時仍未結婚，則稱為未婚媽媽。
懷孕的因素，包括因未有採取安全措施的婚前性行為導致意外懷孕，或女方受到男性性侵之後而懷孕等。有些情侶雖然早有婚嫁意願，只是婚期未定，雙方有進行性行為導致女方懷孕。有些男女同居但未必打算結婚，懷孕後可能會選擇奉子成婚，或仍不結婚。亦有些與性伴侶發生性關係後懷孕，也有些單身女性本身沒有任何固定的戀愛或婚姻關係，但又想生兒育女，於是藉著與男性發生性行為來懷孕，也有些國家容許未婚女性接受他人捐精來懷孕。此外，亦有些女同性戀情侶在同性婚姻不合法的地區為了有自己的孩子而選擇未婚懷孕，藉體外受精接受男性捐精「借種」生子，與同性伴侶共同養育子女。

## 結果
有些女性有意外未婚懷孕，但無法養育孩子，會選擇人工流產，也有些會奉子成婚。
但有些女性懷孕後與男友分手，或本身並不處於任何戀愛關係中，於是和孩子組成單親家庭，有些戀人分手後，女友才發現懷孕而男友與她復合，也有些求助協助未婚媽媽的志願機構，如香港的母親的抉擇，在把孩子生下來後，未婚媽媽可選擇自己養育孩子或把孩子交給別人收養。

## 相關題材的影視作品
- 《加油!金順》
- 《命中注定我愛你》
- 《戀空》
- 《當愛來的時候》
- 《天堂來的孩子》
- 《18歲未婚媽媽的秘密》
- 《美妙人生》
- 《遇見幸福300天》
- 《狼的孩子雨和雪》
- 《天使之戀》
- 《I do I do》
- 《請回答1997》
- 《甜蜜的祕密》
- 《薔薇色戀人們》
- 《聽到傳聞》
- 《憤怒的媽媽》
- 《特别手术室》
- 《我們的甲順》
- 《離別已別離》
- 《我推的孩子》